# Eleição municipal do Rio de Janeiro em 1996
A eleição municipal do Rio de Janeiro em 1996 ocorreu no dia 3 de outubro daquele ano para eleger o prefeito e o vice-prefeito, além de 51 vereadores para a Câmara Municipal da cidade.
A campanha eleitoral contou com a participação de 14 concorrentes ao principal cargo majoritário da cidade. O prefeito em exercício César Maia, do PFL, não pôde buscar uma nova reeleição devido ao limite constitucional de um mandato consecutivo. Pela primeira vez, os eleitores usaram urnas eletrônicas no Brasil.
O primeiro turno foi realizado em 3 de outubro. Como nenhum candidato recebeu a maioria dos votos para ser eleito imediatamente em primeiro turno, os dois primeiros colocados desse, o arquiteto Luiz Paulo Conde, candidato do PFL, e o então deputado estadual Sérgio Cabral Filho, candidato pelo PSDB, avançaram para o segundo turno. Em 15 de novembro, Conde venceu a disputa, tendo sido eleito com 62,17% dos votos válidos (1.735.415 votos).
A chapa vencedora tomou posse na Prefeitura do Rio em 1° de janeiro de 1997 para um mandato de quatro anos. Ex-secretário municipal de urbanismo na gestão de Cesar Maia, Luiz Paulo Conde assumia pela primeira vez o cargo.

## Candidatos a prefeito
|  | Nº | Candidato(a) a prefeito | Candidato(a) a prefeito                                           | Candidato(a) a vice-prefeito | Candidato(a) a vice-prefeito                         | Coligação | Tempo de Horário Eleitoral |
|  | -- | ----------------------- | ----------------------------------------------------------------- | ---------------------------- | ---------------------------------------------------- | --- | -------------------------- |
|  | 25 |                         | Luiz Paulo Conde (PFL) Luiz Paulo Fernandez Conde                 |                              | Eider Dantas (PFL) Eider Ribeiro Dantas Filho        | Partido não coligado - Partido da Frente Liberal (PFL) | 4 minutos e 59 segundos    |
|  | 45 |                         | Sérgio Cabral Filho (PSDB) Sérgio de Oliveira Cabral Santos Filho |                              | Jorge Felippe (PSDB) Jorge Felippe                   | "Melhor Para o Rio" - Partido da Social Democracia Brasileira (PSDB) - Partido do Movimento Democrático Brasileiro (PMDB) - Partido Progressista Brasileiro (PPB) - Partido Trabalhista Brasileiro (PTB) - Partido Liberal (PL) - Partido Social Cristão (PSC) - Partido Social Democrático (PSD) | 14 minutos e 58 segundos   |
|  | 13 |                         | Chico Alencar (PT) Francisco Rodrigues de Alencar Filho           |                              | Ivanir dos Santos (PT) Ivanir dos Santos             | Partido não coligado - Partido dos Trabalhadores (PT) | 2 minutos e 45 segundos    |
|  | 12 |                         | Miro Teixeira (PDT) Miro Teixeira                                 |                              | Aloísio Trindade (PDT) Aloísio Trindade              | "Unidade Popular" - Partido Democrático Trabalhista (PDT) - Partido Comunista do Brasil (PCdoB) - Partido Socialista Brasileiro (PSB) | 2 minutos e 45 segundos    |
|  | 23 |                         | Sérgio Arouca (PPS) Antonio Sérgio da Silva Arouca                |                              | Milton Coelho (PPS) Milton Coelho                    | "Frente Verde-Arco Iris" - Partido Popular Socialista (PPS) - Partido Verde (PV) | 34 segundos                |
|  | 21 |                         | Ivan Pinheiro (PCB) Ivan Martins Pinheiro                         |                              | Igor Grabois (PCB) Igor Grabois Olímpio              | Partido não coligado - Partido Comunista Brasileiro (PCB) | 24 segundos                |
|  | 70 |                         | Antonio Pedregal (PTdoB) Antonio Ferreira Pedregal Filho          |                              | Ricardo de Bonis (PTdoB) Ricardo de Bonis            | PTdoB/PGT - Partido Trabalhista do Brasil (PTdoB) - Partido Geral dos Trabalhadores (PGT) | 24 segundos                |
|  | 28 |                         | Nilton Gomes (PRTB) Nilton Gomes de Oliveira                      |                              | Alcebíades de Almeida (PRTB) Alcebíades de Almeida   | Partido não coligado - Partido Renovador Trabalhista Brasileiro (PRTB) | 24 segundos                |
|  | 17 |                         | Paulo Memória (PSL) Paulo Roberto Kuchenmeister Memória           |                              | Cléber Santos (PSL) Cléber Santos                    | Partido não coligado - Partido Social Liberal (PSL) | 32 segundos                |
|  | 16 |                         | Cyro Garcia (PSTU) Cyro Garcia                                    |                              | Carlos Haeser (PSTU) Carlos Haeser                   | Partido não coligado - Partido Socialista dos Trabalhadores Unificado (PSTU) | 24 segundos                |
|  | 27 |                         | José Miguel (PSDC) José Miguel                                    |                              | Wanderley Galdeano (PSDC) Wanderley Galdeano Pereira | "União Cristã-Trabalhista" - Partido Social Democrata Cristão (PSDC) - Partido Trabalhista Nacional (PTN) | 24 segundos                |
|  | 56 |                         | Vanderlei Assis (PRONA) Vanderlei Assis                           |                              | Reinaldo Gonçalves (PRONA) Reinaldo Gonçalves        | Partido não coligado - Partido de Reedificação da Ordem Nacional (PRONA) | 24 segundos                |
|  | 44 |                         | Oswaldo de Souza (PRP) Oswaldo Souza Oliveira                     |                              | Campolim (PST) Campolim                              | "Rio Cidade Maravilhosa" - Partido Republicano Progressista (PRP) - Partido Social Trabalhista (PST) | 25 segundos                |
|  | 33 |                         | Magno Cruz (PMN) Magno Rogério Cruz                               |                              | Alice Rebelo (PMN) Maria Alice Rebelo                | Partido não coligado - Partido da Mobilização Nacional (PMN) | 35 segundos                |

## Resultados

### Prefeito
| 1º Turno 3 de outubro de 1996 | 1º Turno 3 de outubro de 1996 | 1º Turno 3 de outubro de 1996 | 1º Turno 3 de outubro de 1996 |
| Candidato(a)                  | Vice                          | Votação                       | Votação                       |
| Candidato(a)                  | Vice                          | Total                         | Porcentagem                   |
| ----------------------------- | ----------------------------- | ----------------------------- | ----------------------------- |
| Luiz Paulo Conde (PFL)        | Eider Dantas (PFL)            | 1.192.438                     | 40,28%                        |
| Sérgio Cabral Filho (PSDB)    | Jorge Felippe (PSDB)          | 729.611                       | 24,64%                        |
| Chico Alencar (PT)            | Ivanir dos Santos (PT)        | 641.526                       | 21,67%                        |
| Miro Teixeira (PDT)           | Aloísio Trindade (PDT)        | 253.697                       | 8,57%                         |
| Sérgio Arouca (PPS)           | Milton Coelho da Graça (PPS)  | 26.685                        | 0,90%                         |
| Oswaldo de Souza (PRP)        | Francisco Campolim (PST)      | 24.993                        | 0,84%                         |
| José Miguel (PSDC)            | Wanderley Galdeano (PSDC)     | 24.362                        | 0,82%                         |
| Vanderlei Assis (PRONA)       | Reinaldo Gonçalves (PRONA)    | 22.901                        | 0,77%                         |
| Antonio Pedregal (PTdoB)      | Ricardo de Bonis (PTdoB)      | 14.868                        | 0,50%                         |
| Cyro Garcia (PSTU)            | Carlos Haeser (PSTU)          | 7.884                         | 0,27%                         |
| Paulo Memória (PSL)           | Cléber Santos (PSL)           | 7.182                         | 0,24%                         |
| Magno Cruz (PMN)              | Alice Rebelo (PMN)            | 6.893                         | 0,23%                         |
| Ivan Pinheiro (PCB)           | Igor Grabois (PCB)            | 6.096                         | 0,21%                         |
| Nilton Gomes (PRTB)           | Alcebíades de Almeida (PRTB)  | 1.379                         | 0,05%                         |
| Total de votos válidos        | Total de votos válidos        | 2.937.614                     | 100,00%                       |
| Votos apurados                |                               |                               |                               |
| Votos válidos                 | Votos válidos                 | 2.937.614                     | 86,88%                        |
| Votos em branco               | Votos em branco               | 61.247                        | 1,81%                         |
| Votos nulos                   | Votos nulos                   | 382.388                       | 11,31%                        |
| Total de votos apurados       | Total de votos apurados       | 3.381.249                     | 100,00%                       |
| Eleitores                     |                               |                               |                               |
| Comparecimento                | Comparecimento                | 3.381.249                     | 80,32%                        |
| Abstenções                    | Abstenções                    | 828.616                       | 19,68%                        |
| Total de eleitores            | Total de eleitores            | 4.209.865                     | 100,00%                       |

| Partido | Partido | Candidato           | Votos     | Votos (%) |
| ------- | ------- | ------------------- | --------- | --------- |
|         | PFL     | Luiz Paulo Conde    | 1 192 438 | 40,28%    |
|         | PSDB    | Sérgio Cabral Filho | 729 611   | 24,64%    |
|         | PT      | Chico Alencar       | 641 526   | 21,67%    |
|         | PDT     | Miro Teixeira       | 253 697   | 8,57%     |
|         | PPS     | Sérgio Arouca       | 26 685    | 0,9%      |
|         | PRP     | Oswaldo             | 24 993    | 0,84%     |
|         | PSDC    | José Miguel         | 24 362    | 0,82%     |
|         | PRONA   | Vanderlei Assis     | 22 901    | 0,77%     |
|         | PTdoB   | Antonio Pedregal    | 14 868    | 0,5%      |
|         | PSTU    | Cyro Garcia         | 7 884     | 0,27%     |
|         | PSL     | Paulo Memória       | 7 182     | 0,24%     |
|         | PMN     | Magno Cruz          | 6 893     | 0,23%     |
|         | PCB     | Ivan Pinheiro       | 6 096     | 0,21%     |
|         | PRTB    | Nílton Gomes        | 1 379     | 0,05%     |
| Totais  | Totais  | Totais              | 2 960 515 |           |

| 2º Turno 15 de novembro de 1996 | 2º Turno 15 de novembro de 1996 | 2º Turno 15 de novembro de 1996 | 2º Turno 15 de novembro de 1996 |
| Candidato(a)                    | Vice                            | Votação                         | Votação                         |
| Candidato(a)                    | Vice                            | Total                           | Porcentagem                     |
| ------------------------------- | ------------------------------- | ------------------------------- | ------------------------------- |
| Luiz Paulo Conde (PFL)          | Eider Dantas (PFL)              | 1.735.415                       | 62,17%                          |
| Sérgio Cabral Filho (PSDB)      | Jorge Felippe (PSDB)            | 1.055.993                       | 37,83%                          |
| Total de votos válidos          | Total de votos válidos          | 2.791.408                       | 100,00%                         |
| Votos apurados                  |                                 |                                 |                                 |
| Votos válidos                   | Votos válidos                   | 2.791.408                       | 84,38%                          |
| Votos em branco                 | Votos em branco                 | 53.524                          | 1,62%                           |
| Votos nulos                     | Votos nulos                     | 463.056                         | 14,00%                          |
| Total de votos apurados         | Total de votos apurados         | 3.307.988                       | 100,00%                         |
| Eleitores                       |                                 |                                 |                                 |
| Comparecimento                  | Comparecimento                  | 3.307.988                       | 78,58%                          |
| Abstenções                      | Abstenções                      | 901.877                         | 21,42%                          |
| Total de eleitores              | Total de eleitores              | 4.209.865                       | 100,00%                         |

| Partido | Partido | Candidato           | Votos     | Votos (%) |
| ------- | ------- | ------------------- | --------- | --------- |
|         | PFL     | Luiz Paulo Conde    | 1 735 415 | 62,17%    |
|         | PSDB    | Sérgio Cabral Filho | 1 055 993 | 37,83%    |
| Totais  | Totais  | Totais              | 2 791 408 |           |

## Vereadores
No pleito de 1992, a cidade do Rio de Janeiro elegeu o vereador mais votado do país, Eduardo Paes (PFL) que antes foi subprefeito da Barra da Tijuca. No pleito o Partido da Frente Liberal (PFL), conquistou a maior bancada na Câmara com onze vereadores. Já o principal partido de oposição no pleito, o Partido da Social Democracia Brasileira (PSDB) conquistou cinco cadeiras — sendo superado pelo Partido dos Trabalhadores (PT) que ficou com seis cadeiras. O Partido Progressista Brasileiro (PPB) elegeu quatro vereadores, mesmo número de vereadores eleitos pelo Partido Democrático Trabalhista (PDT). O Partido Trabalhista do Brasil (PTdoB) ficou com quatro assentos, seguido pelo Partido Liberal (PL), Partido Social Cristão (PSC) e o Partido do Movimento Democrático Brasileiro (PMDB) e o Partido Trabalhista Brasileiro (PTB), cada um desses, elegendo dois vereadores.
| Candidato                 | Partido | Votos  |
| ------------------------- | ------- | ------ |
| Eduardo Paes              | PFL     | 82.418 |
| Rosa Fernandes            | PFL     | 72.038 |
| Jorge Bittar              | PT      | 56.251 |
| Alexandre Cerruti         | PFL     | 33.619 |
| José Moraes               | PFL     | 32.076 |
| Agnaldo Timóteo           | PPB     | 29.383 |
| Ely Patrício              | PFL     | 25.504 |
| Rogéria Bolsonaro         | PPB     | 24.891 |
| Ivan Moreira              | PL      | 22.698 |
| Paulo Pinheiro            | PPS     | 22.146 |
| Ruy César                 | PFL     | 21.640 |
| Nestor Rocha              | PDT     | 19.694 |
| Fernando William          | PDT     | 19.593 |
| Indio da Costa            | PFL     | 19.473 |
| Mattos Nascimento         | PSDB    | 19.027 |
| Áureo Ameno               | PFL     | 17.321 |
| Jurema Batista            | PT      | 16.969 |
| Gérson Bergher            | PSDB    | 16.855 |
| Luís Carlos Aguiar        | PSC     | 16.850 |
| Otávio Leite              | PSDB    | 16.717 |
| Aloísio Freitas           | PTB     | 16.412 |
| Leila Maywald             | PSDB    | 16.235 |
| Jorge Pereira             | PTdoB   | 15.975 |
| Paulo Cerri               | PFL     | 15.835 |
| Ibraim Hannas             | PPB     | 15.152 |
| Lucinha                   | PSDB    | 15.122 |
| Wilson Leite Passos       | PPB     | 15.089 |
| Jorge Leite               | PFL     | 14.438 |
| Waldir Abraão             | PMDB    | 14.101 |
| Lysâneas Maciel           | PDT     | 14.052 |
| Janualdo Borges da Mardil | PSDB    | 13.187 |
| Romualdo Boaventura       | PMDB    | 12.503 |
| Carlos de Carvalho        | PTB     | 12.265 |
| Domingos Inácio Brazão    | PL      | 11.190 |
| Luiz Carlos Ramos         | PTdoB   | 11.983 |
| Sami Jorge                | PDT     | 11.971 |
| Édson Santos              | PT      | 11.912 |
| Chico Aguiar              | PFL     | 11.775 |
| Antônio Pitanga           | PT      | 11.330 |
| Gilberto Palmares         | PT      | 10.542 |
| Eliomar Coelho            | PT      | 10.154 |
| Sebastião Lopes Ferraz    | PSC     | 6.650  |